# Chinchin
Chinchin (en arménien Չինչին) est une communauté rurale du marz de Tavush, en Arménie. Elle compte 687 habitants en 2008.
Les ruines du Monastère Kaptavank se trouvent sur le territoire de la communauté.